# 富原駅
富原駅（とみはらえき）は、岡山県真庭市若代にある、西日本旅客鉄道（JR西日本）姫新線の駅である。

## 歴史
- 1930年（昭和5年）12月11日：鉄道省作備線（現・姫新線）中国勝山 - 岩山間延伸時に開設[1]。
  - 当時の所在地表示は岡山県真庭郡富原村若代であった[1]。
- 1936年（昭和11年）10月10日：作備線が姫新線の一部となり、当駅もその所属となる。
- 1963年（昭和38年）4月1日：貨物取扱廃止[1]。
- 1984年（昭和59年）
  - 2月1日：荷物扱い廃止[1]。
  - 3月31日：簡易委託駅化[2]。
- 1987年（昭和62年）4月1日：国鉄分割民営化に伴い、JR西日本の駅となる[1]。その後、勝山町に管理を委託[3]。
- 1994年（平成6年）6月：駅舎改築[3][4]。
- 2019年（令和元年）10月1日：簡易委託解除、終日無人駅化[5]。

## 駅構造
新見方面に向かって左側に単式ホーム1面1線を有する地上駅（停留所）。以前は相対式ホーム2面2線であったが、片側の線路は撤去された。現在は棒線駅で、新見方面行・津山方面行の双方が同一ホームに発着する。駅舎とホーム間には段差がある。ホーム上に屋根と古い木のベンチがある。
駅舎は1994年に勝山町が総工費2400万円で改築した寄棟造の木造平屋建て。その内部にトイレがある。
新見駅管理の無人駅。2019年9月30日までは簡易委託駅で、駅舎内で常備券を発券していた。

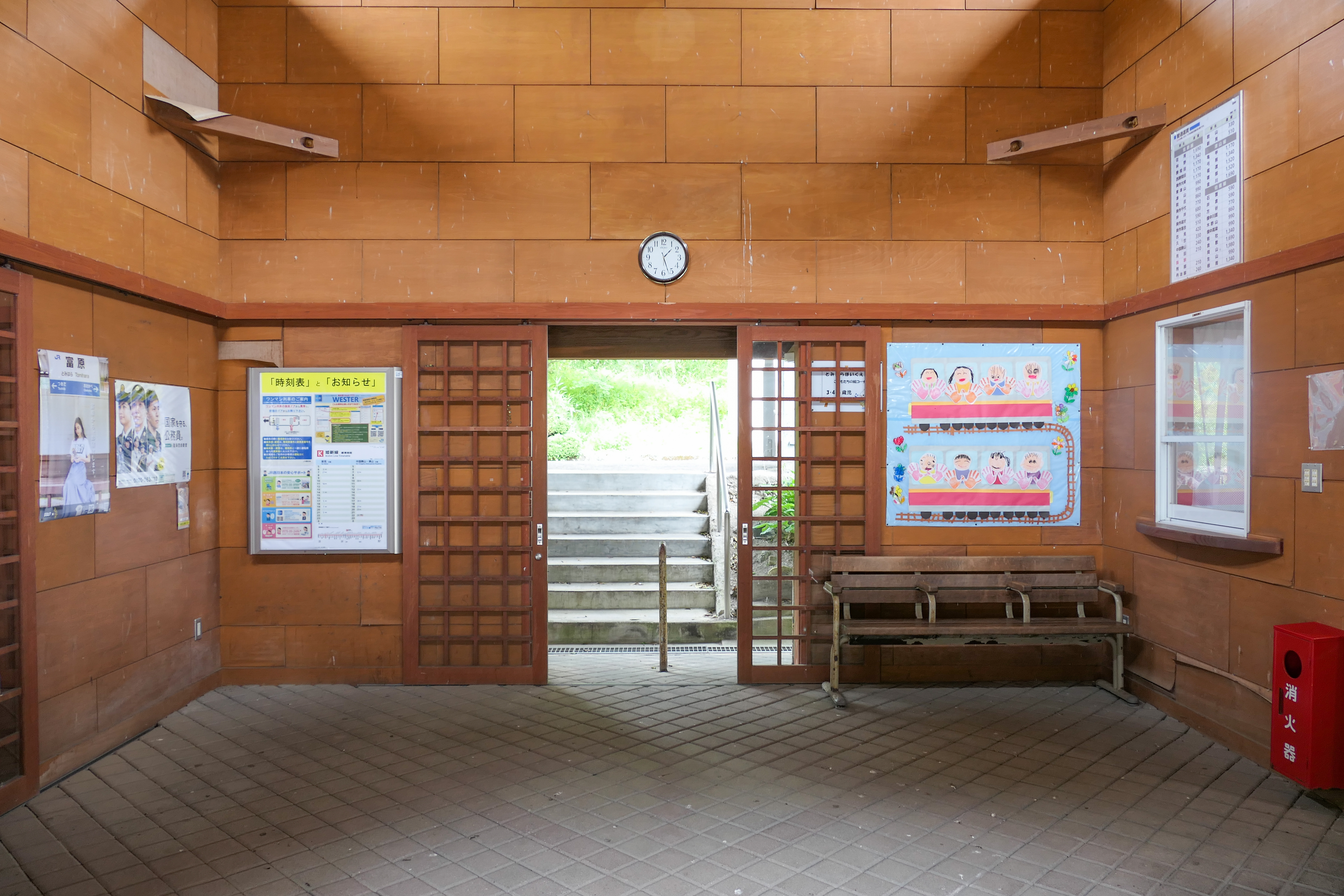
駅舎内（2023年6月）
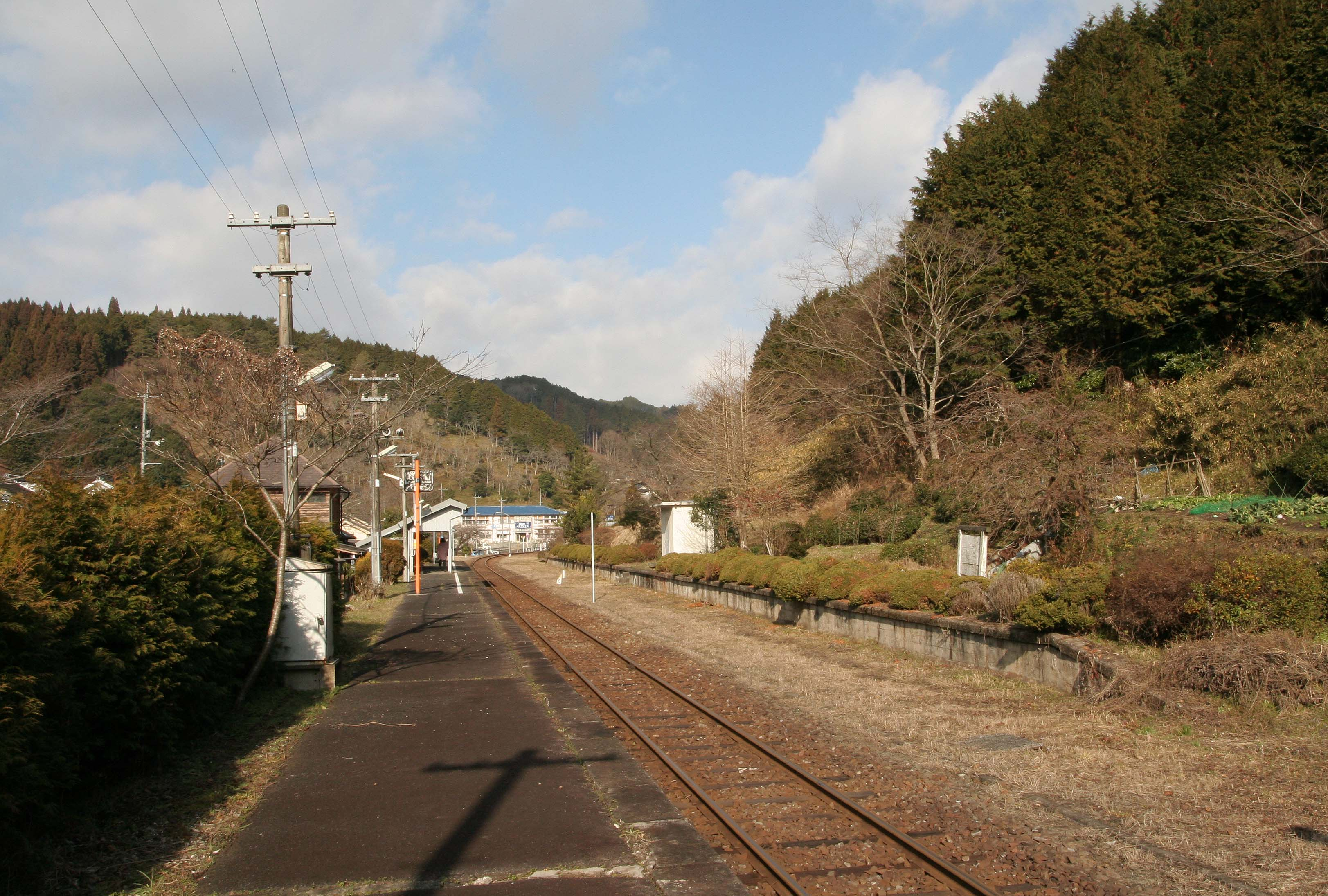
構内（2008年1月）

## 利用状況
近年の1日平均乗車人員の推移は以下の通り。
| 乗車人員推移 | 乗車人員推移 |
| 年度         | 1日平均人数  |
| ------------ | ------------ |
| 1999         | 115          |
| 2000         | 103          |
| 2001         | 115          |
| 2002         | 99           |
| 2003         | 125          |
| 2004         | 89           |
| 2005         | 83           |
| 2006         | 74           |
| 2007         | 68           |
| 2008         | 71           |
| 2009         | 60           |
| 2010         | 56           |
| 2011         | 56           |
| 2012         | 55           |
| 2013         | 44           |
| 2014         | 41           |
| 2015         | 35           |
| 2016         | 34           |
| 2017         | 31           |
| 2018         | 28           |
| 2019         | 25           |
| 2020         | 22           |
| 2021         | 18           |

## 駅周辺
- 若代郵便局
- 神谷川

## 隣の駅
西日本旅客鉄道（JR西日本）
 姫新線
■快速
通過
■普通
月田駅 - 富原駅 - 刑部駅